# Грыжник Бессера
Гры́жник Бессера (лат. Herniária besseri) — вид травянистого растения рода Грыжник (Herniaria) семейства Гвоздичные (Caryophyllaceae). По современной классификации является устаревшим синонимом вида Грыжник седоватый (Herniaria incana).

## Ботаническое описание
Многолетнее растение, сероватое от шершавого короткого опушения, с крепко развитым деревянистым корнем.
Стебли очень ветвистые, в основании одревесневшие, лежащие, реже восходящие, 10—20 (40) см длиной. Листья линейно-обратно-ланцетные или узкоэллиптические, реже овальные или обратнояйцевидно-клиновидные, в направлении к основанию уменьшаются, 5—12 (17) см длиной, 1,5—3 мм шириной.
Прилистники яйцевидные или широкояйцевидные, ресничатые. Клубочки 3—6-цветковые, в пазухах листьев, иногда на заметных ножках. Цветки пятичленные, на заметных ножках. Тычинок 5. Чашелистики яйевидно-эллиптические, тупые, густо и равномерно опушёные беловатыми волосками, около 1,5 мм длиной.
Плод — коробочка короче чашечки; Семена 0,8—1 мм длиной.
Цветёт май — июль.

## Распространение и экология
Общее распространение: Румыния, Трансильвания, Далмация, юг Европейской части СССР
На территории России и сопредельных государств встречается в Восточной Европе и на Кавказе..
Растение распространено в степи и лесостепи, произрастает на степных склонах и по каменистым отслоениям.
Во Флоре УССР  после ботанического описания в примечании указывается: «Варьирует формой листьев от линейно-обратно-ланцетных, более или менее заострённых (f. oblanceolota Klp. — обычно) до овальных или обратнояйцевидных, к основанию суженных и тупых (f. obovata Klp. — изредка). Эти формы нельзя смешивать с описанными Фенцелем у Ледебура α. angustifolia и β. latifolia, поскольку последняя относится к другому виду (H. incana Lam. S. str.) и отличается от других характером опушения, бо́льшими цветками и всегда тупыми овальными листьями. H. incana распространена в средиземноморских странах и в пределах Украинской ССР не встречается.»

## Классификация

### Таксономия
Herniaria besseri Fisch. ex Hornem., 1819, Hort. Hafn. Suppl. : 127;
Шишкин, 1947, в Е. Вульф, Фл. Крыма 2, 1:141; Клоков, 1950, Визн. росл. УРСР : 638; Клоков, 1952, Фл. УРСР 4:518; Brummitt and Heywood. 1964. Fl. Europ. 1:445, ut H. besseri (Fisch.) DC., pro syn. H. incana Lam.; Галушко, 1978, Фл. Сев. Кавказа, 1:249. — Herniaria incana Lam., 1789, Encycl. method. III, 124; Fensl in Ldb. Fl. Ross. II. 160; Шмальг. Фл. II, 354; Майоров, 2006, в Маевск. Фл. средн. полосы Европ. части России, 223. — H. incana auct. non Lam. — Муравьева, 1936, Во Фл. СССР, 6:568, p. p. — Грыжник Бессера.
Herniaria incana Lam., 1789, Encycl. 3: 124
Вид Грыжник седоватый относится к роду Грыжник (Herniaria) семейства Гвоздичные (Caryophyllaceae) порядка Гвоздичноцветные (Caryophyllales). Кладограмма в соответствии с Системой APG IV по состоянию на декабрь 2023 года:
|  |                                      |  |                                   |                                   |                      |  | ещё 40 семейств | ещё 40 семейств |                   |  |  |  | еще 32 подтвержденных вида и 64 вида, ожидающих подтверждения |
|  |                                      |  |                                   |                                   |                      |  | ещё 40 семейств | ещё 40 семейств |                   |  |  |  | еще 32 подтвержденных вида и 64 вида, ожидающих подтверждения |
|  |                                      |  |                                   | порядок Гвоздичноцветные          |                      |  |                 |                 | род Грыжник       |  |  |  |                                                               |
|  |                                      |  |                                   | порядок Гвоздичноцветные          |                      |  |                 |                 | род Грыжник       |  |  |  |                                                               |
|  | отдел Цветковые, или Покрытосеменные |  |                                   |                                   | семейство Гвоздичные |  |                 |                 | Грыжник седоватый |  |  |  |                                                               |
|  | отдел Цветковые, или Покрытосеменные |  |                                   |                                   | семейство Гвоздичные |  |                 |                 |                   |  |  |  |                                                               |
|  |                                      |  | ещё 63 порядка цветковых растений | ещё 63 порядка цветковых растений |                      |  |                 | еще 97 родов    | еще 97 родов      |  |  |  |                                                               |
|  |                                      |  |                                   | ещё 63 порядка цветковых растений |                      |  |                 |                 | еще 97 родов      |  |  |  |                                                               |